# 扶荔宫遗址
扶荔宫遗址是一处汉代的古遗址，位于中国陕西省渭南市韩城市芝川镇芝川村南门外，司马迁祠以东200多米处的高台上，300×300米，已列为陕西省文物保护单位。

## 历史
西汉元鼎四年（前113年）起，汉武帝每三年御驾东巡前往汾阴后土祠祭祀，并在黄河夏阳渡渡口岸边的秦夏阳宫基础上建造东渡行宫。元鼎六年（前111年），汉武帝平定南越，下令将带回的荔枝、甘蕉、密香等南方稀有植物移植到上林苑的“扶荔宫”，定名为“夏阳扶荔宫”。这些植物先后因水土不服枯死，汉武帝将养护的人全部处死。
1960年5月，考古工作者发现扶荔宫遗址，出土文物中包括写有“夏阳扶荔宫令壁与天地无极”篆字的汉砖，以及圆形陶水管、残板瓦、空心砖、铭文方砖和带字瓦当。。
1986年，植物学家吴征镒将中国科学院昆明植物研究所的植物园温室大棚群亦命名为“扶荔宫”。

## 保护
2003年9月24日，扶荔宫遗址由陕西省人民政府公布为第四批陕西省文物保护单位，编号4-1-40。